# Landtag Reuß jüngerer Linie (1857–1860)
Dieser Artikel behandelt den  Landtag Reuß jüngerer Linie 1857–1860.

## Landtag
Der Landtag Reuß jüngerer Linie wurde in vier Kurien in indirekter Wahl gewählt:
- 1 Virilstimme für den Inhaber des Reuß-Köstritzer Paragium
- Die Inhaber der 31 landtagsfähigen Rittergüter wählten 3 Abgeordnete
- Die Städte wählten  Abgeordnete (Gera 3, Schleiz und Lobenstein je 1, Tanna, Saalburg, Hirschberg zusammen 1)
- Die Landbevölkerung wählte 3 Abgeordnete

Die Wahl der Wahlmänner erfolgte am 22. Juli 1857, die der Abgeordneten und ihrer Stellvertreter am 7. September 1857.
Als Abgeordnete wurden gewählt:
| Name                                         | Wohnort           | Kurie                    | Wahlkreis                    | Anmerkung |
| -------------------------------------------- | ----------------- | ------------------------ | ---------------------------- | --- |
| Heinrich Karl Ernst Fleischmann              | Heinersdorf       | Landbevölkerung          | Landratsamtsbezirk Ebersdorf | Vom 30. November 1857 bis zum 26. März 1858 und vom 13. Februar 1860 bis zum 14. März 1860 Vertreter für Zech |
| Robert Fürbringer                            | Gera              | Stadt                    | Gera                         | |
| Julius Glaß                                  | Gera              | Stadt                    | Gera                         | |
| Moritz Eduard Leo                            | auf Wüstfalke     | Reuß-Köstritzer Paragium |                              | Ab 25. Januar 1860 Nachfolger für von Zehmen                                                                  |
| Meximilian Ernst von Metsch                  | auf Steinbrücken  | Rittergutsbesitzer       |                              | |
| Adam Gottlob von Püttner                     | Lobenstein        | Stadt                    | Tanna, Saalburg, Hirschberg  | |
| Heinrich Rohn                                | Triebes           | Landbevölkerung          | Landratsamtsbezirk Schleiz   | |
| Karl August Schmalz                          | Roben             | Landbevölkerung          | Landratsamtsbezirk Gera      | Vom 24. bis 29. Oktober 1859 Stellvertreter für Wolf                                                          |
| Carl Hermann Seifarth                        | Gera              | Stadt                    | Gera                         | |
| Heinrich Süßenguth                           | Lobenstein        | Stadt                    | Lobenstein                   | |
| Friedrich Albert Ludwig (Louis) Karl von Voß | Untermhaus        | Reuß-Köstritzer Paragium |                              | Am 29. Oktober 1859 Stellvertreter für von Zehmen                                                             |
| Kurt Moritz Weißker                          | Schleiz           | Stadt                    | Schleiz                      | Ab 25. Januar 1860 Nachfolger für Otto Weißker                                                                |
| Otto Clement Weißker                         | Schleiz           | Stadt                    | Schleiz                      | Mandat am 6. Dezember 1859 niedergelegt. Nachfolger war Moritz Weißker                                        |
| Friedrich Eduard Otto Winkler                | auf Caasen        | Rittergutsbesitzer       |                              | Vom 25. November 1857 bis zum 12. Februar 1858 Stellvertreter für von Metsch                                  |
| Heinrich Gottlob Wolf                        | Scheubengrobsdorf | Landbevölkerung          | Landratsamtsbezirk Gera      | |
| Georg Wilhelm Zeeh                           | Ullersreuth       | Landbevölkerung          | Landratsamtsbezirk Ebersdorf | |
| Hanns Carl von Zehmen                        | Köstritz          | Reuß-Köstritzer Paragium |                              | Mandat am 9. November 1859 niedergelegt Nachfolger: Leo                                                       |
| Ferdinand Werner von Ziegenhierd             | Auf Liebschwitz   | Rittergutsbesitzer       |                              | Mandat Anfang Dezember niedergelegt. Nachfolger: Hugo Werner von Ziegenhierdt                                 |
| Hugo Werner von Ziegenhierd                  | Auf Lichtenberg   | Rittergutsbesitzer       |                              | Ab 25. Januar 1860 Nachfolger für Ferdinand von Ziegenhierd                                                   |

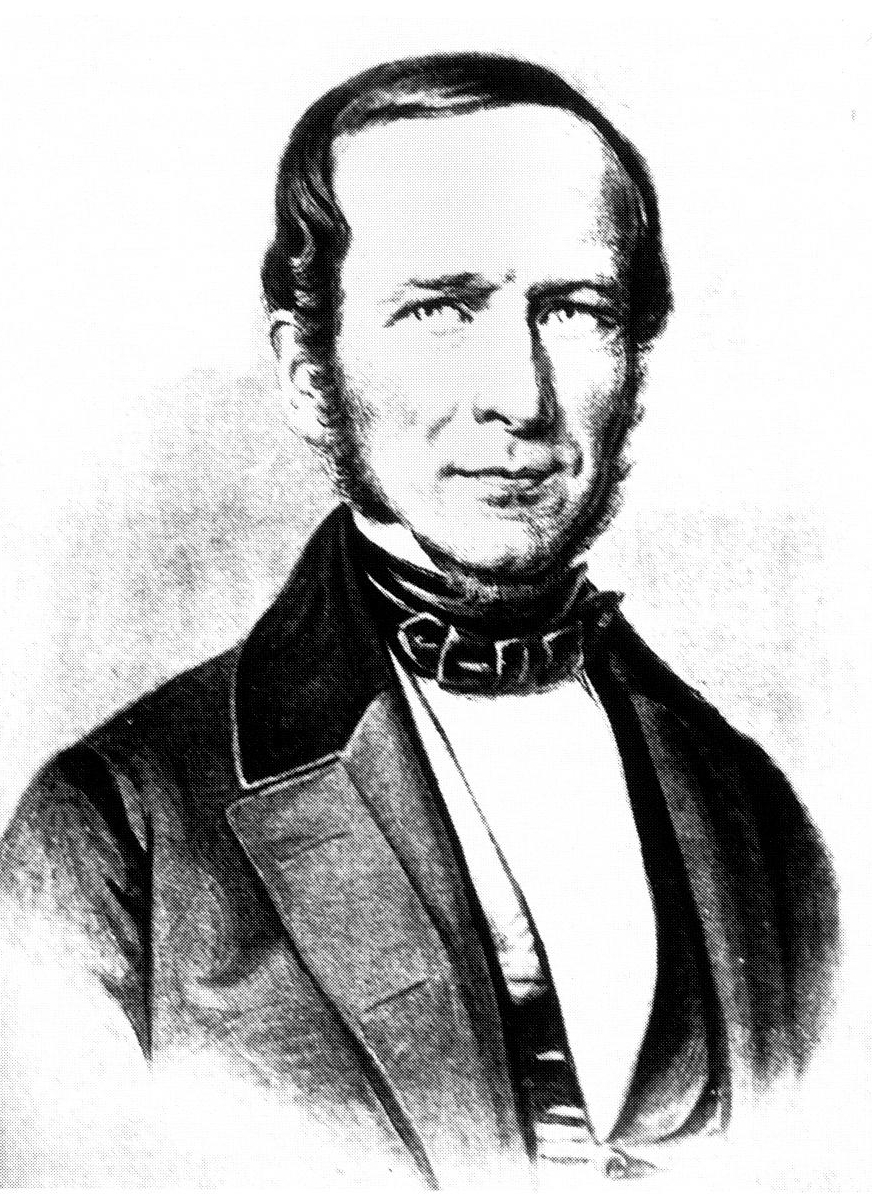
Landtagspräsident Otto Weißker

Landtagskommissar war Minister Eduard von Geldern. Unter dem Alterspräsidenten Gottlob von Püttner wählte der Landtag Otto Weißker als Landtagspräsidenten (ab dem 25. Januar 1860 war dies Hermann Ampach). Als Vizepräsident wurde Heinrich Süßenguth gewählt. Schriftführer waren Hermann Ampach und ab dem 25. Januar 1860 Emil von Metsch. Stellvertretender Schriftführer war zunächst Emil von Metsch, ab dem 31. November 1857 Ferdinand von Ziegenhierd und ab dem 25. Januar 1860 Moritz Weißker.
Der Landtag trat vom 1. Oktober 1857 bis zum 14. März 1860 in 78 öffentlichen Plenarsitzungen in drei Sitzungsperioden zusammen. Der Landtagsabschied datiert vom 12. März 1860.
Für die Zeit zwischen den Sitzungsperioden wurde ein Landtagsausschuss gewählt. Dieser bestand aus den Abgeordneten Julius Glaß (für den Landesteil Gera), Otto Weißker (ab 25. Januar 1860: Hermann Ampach) (für den Landesteil Schleiz) und Gottlob von Püttner (für den Landesteil Lobenstein-Ebersdorf).